# Варшавский, Яков Львович
Яков Львович Варшавский (24 ноября 1911, Полтава — 13 марта 2000, Кёльн) — советский и российский театральный и кинокритик, киновед, драматург и сценарист.

## Биография
В 1935 году окончил театроведческий факультет Государственного института театрального искусства. В 1939 году призван в РККА. В 1943 году вступил в ВКП(б). В том же году был направлен в Монголию. В Улан-Баторе написал совместно с Александром Борщаговским для монгольского театра драму-легенду «Амурсана» и пьесу о монгольской революции «Степные богатыри», посвященную Сухэ-Батору. Служил литературным сотрудником газеты «Суворовский натиск» Забайкальского фронта. В сентябре 1945 года награждён орденом Красной Звезды. Демобилизован в звании майора.
Заведовал отделом театра и драматургии в редакции газеты «Советское искусство».
28 января 1949 года в газете «Правда» вышла редакционная статья «Об одной антипатриотической группе театральных критиков», в которой Варшавский был причислен к группе театральных критиков, обвиняемых в буржуазном эстетстве и формализме, равнодушии к нуждам народа и стремлении «оболгать национальный советский характер». Имя «безродного космополита» Варшавского исчезло со страниц газет и журналов. Чтобы прокормить семью, он вынужден был заниматься «негритянской» работой – писать за бездарных драматургов и критиков.
В годы оттепели Яков Варшавский работал заместителем главного редактора журнала «Искусство кино». Кинокритик  Юрий Богомолов писал о нём:

Жизнелюб, здоровый циник, талантливый театральный критик, журналист от бога. (...) «Оттепель» смягчила к нему отношение, но не до конца. И только смена творческой среды — театральной на киношную — позволила ему ожить, обрести что-то вроде второго дыхания. Наверное, человека более креативного, как сегодня принято говорить, чем он, в редакции не было.
Кинокритик Михаил Сулькин вспоминал:

Яков Львович был мотором и душою обновленной редакции. Новые рубрики, новые идеи, новые темы — фейерверк мыслей и предложений. Но, что более важно, он сам претворял свои идеи в жизнь. Мало кто знает, что жанровое понятие «круглый стол» применительно к редакционному материалу ввел в практику именно Варшавский...
В 1969–1974 годах — заместитель главного редактора журнала «Советский экран».
Печатался с 1930 года. Автор ряда статей и книг по вопросам театра и кино. Преподавал на Высших курсах сценаристов  и режиссёров.

## Фильмография

### Сценарист
- 1970 — Наш марш (соавт.)
- 1972 — Я — гражданин Советского Союза (соавт.)
- 1973 — Говорит Сибирь (соавт.)
- 1974 — Гармония (соавт.)
- 1977 — Говорит Октябрь
- 1981 — Советский образ жизни
- 1982 — В начале года